# گزانتوم پاپولار
گزانتوم پاپولار( به انگلیسی: Papular xanthoma) نوعی بیماری پوستی و شکل نادری از هیستوسیتوز غیر X است.